# Marc Dufour (médecin)
Pour les articles homonymes, voir Marc Dufour.
Marc Dufour, né le 21 avril 1843 à Villeneuve et mort le 29 juillet 1910 à Lausanne est un enseignant et médecin ophtalmologue vaudois.

## Biographie

### Enfance et école
Marc Dufour est le fils de Jean-Pierre Dufour, enseignant, originaire du Châtelard, et d'Anne-Charlotte Champel. Il suit ses classes primaires à Villeneuve, où il est né. Il entre ensuite à l'École cantonale de Berthoud puis fréquente l'École moyenne de Morges. Il entre en 1859 au gymnase et reçoit en 1861 le certificat d'études en mathématiques et physique.
Il a deux frères aînés : Charles (1827-1902), professeur d'astronomie à l'Académie et Louis (1832-1892), professeur de physique à l'Académie.

### Études de médecine et formation en ophtalmologie
Marc Dufour entre en médecine à l'Université de Berne en automne 1861. Il y passe quatre semestres avant de continuer ses études à Wurtzbourg (Allemagne) et à Prague. Il suit ensuite un cours d'ophtalmologie à Paris durant l'hiver 1864-1865. Il rentre en Suisse au printemps 1865 et consacre l'été à rédiger une thèse sur la constante de la force et les mouvements musculaires. Il la soutient à Zurich, où il s'engage en ophtalmologie auprès de Johann Friedrich Horner. Il rejoint ensuite Albrecht von Graefe à Berlin. Après un bref séjour à Paris en 1866, il va à Lausanne en 1867, où il reçoit son droit de pratique dans le canton de Vaud, puis repart effectuer de nouveaux stages à Paris (1867), Zurich (1868) et Berlin.

### Carrière d'ophtalmologue
Le 28 mai 1869, il est nommé médecin-adjoint à l'Asile des aveugles de Lausanne, sous les ordres de Frédéric Recordon. Marc Dufour habite alors à Lausanne, à l'angle des rues du Grand-Chêne et du Petit-Chêne, où il installe son cabinet et reprend la patientèle du Dr Recordon.
Il insiste sur les inconvénients qui découlent de l'exiguïté des locaux de l’Hôpital ophtalmique mis à la disposition des patients au rez-de-chaussée du bâtiment. Après de nombreuses études, un nouveau bâtiment est édifié entre 1871 et 1873, ce qui permet de porter à quarante le nombre de lits des malades de l'Hôpital, tout en libérant un espace bienvenu en faveur des jeunes aveugles de l'Institut. Il remplace peu à peu le Dr Recordon et jouit d'une notoriété croissante qui dépasse les frontières suisses. Il est très actif à la Société Vaudoise de Médecine et y fait de nombreuses communications dès 1869. Il publie avec le Dr Jules Gonin deux volumes sur les maladies de la rétine et du nerf optique.
En 1870, avec le Dr Jacques Larguier des Bancels, il est médecin à la 5e ambulance internationale, dirigée par le Dr Louis-Philippe Rouge et attachée à l'armée du maréchal Mac Mahon.
En 1871, ayant appris par télégramme l'état de santé alarmant de son ami Gabriel de Rumine, il part pour Bucarest et assiste à ses derniers instants.
Le 10 juin 1871, il épouse à Lausanne Suzanne-Marie Blumer, avec qui il aura quatre enfants : Gabrielle (1872), Othmar (1876), futur ophtalmologue comme son père, André (1878) et Pierre-Thomas (1881). Il achète l'immeuble de la rue du Midi no 7 en 1873 et y vivra jusqu'à sa mort.
Le 15 décembre 1873, il inaugure le nouveau bâtiment de l'Hôpital ophtalmique qui comprend 40 lits. Il y remplace peu à peu le Dr Recordon et jouit d'une notoriété croissante qui dépasse les frontières suisses. Il est très actif à la Société Vaudoise de Médecine et y fait de nombreuses communications dès 1869. Il publie avec le Dr Jules Gonin deux volumes sur les maladies de la rétine et du nerf optique.
En 1875, il est chargé d'un cours d'hygiène à la Faculté des sciences de l'Académie. En 1886, le conseil communal le désigne avec Eugène Rambert et trois autres professeurs de l'Académie d'étudier l'affectation du legs de Gabriel de Rumine. Avec le Dr César Roux, il est de plus membre de la commission désignée en automne 1887 par le Conseil d'État pour étudier la transformation de l'Académie en université et d'y créer une Faculté de médecine. Marc Dufour soutient ce projet et, une fois la Faculté de médecine de Lausanne créée, il en deviendra le premier doyen en 1890 et en occupera dès le 27 octobre 1892 la chaire d'ophtalmologie. Nommé en parallèle médecin-chef de l'Hôpital ophtalmique à la place de Frédéric Recordon, il met ses installations à disposition pour l'enseignement. Il est de plus nommé recteur de l'Université en 1894 et le restera deux ans. Il opère non seulement à l'Hôpital ophtalmique mais également, bénéficiant d'une importante patientèle privée, dans des cliniques privées (La Providence, aux Jumelles, Carey).
Marc Dufour crée un fonds pour aider les mal-voyants et donne son appui à l'Asile Recordon destiné aux femmes aveugles. Il fonde également en avril 1910 l'Asile Gabrielle-Dufour (en souvenir de sa fille décédée), venant en aide aux mal-voyants et qui existera jusqu'en 1975.
Conseiller communal de la ville de Lausanne, député au Grand Conseil du canton de Vaud entre 1874 et 1886, Marc Dufour participe à la Constituante de 1885 et se prononce pour le droit de vote des femmes.
En 1880, il participe avec d'autres médecins à des expériences avec le magnétiseur public belge Alfred D'Hont, alias Donato.
Membre de la société française d'ophtalmologie, il préside à Lucerne en 1904 le dixième congrès international d'ophtalmologie. Il fait partie de la Société suisse de sciences et collabore pendant plus de trente ans au Bulletin de la Société médicale de la Suisse romande (devenu en 1881 Revue médicale de la Suisse romande). Il est également membre de la Société de géographie de Neuchâtel, Genève et Paris.
Le Prix Marc Dufour, qu'il crée en 1910, est destiné à encourager la recherche médicale universitaire. Il existe toujours au XXIe siècle.

### Honneurs et décorations
Tout comme César Roux, il est nommé bourgeois d'honneur de la ville de Lausanne le 7 avril 1903, à l'occasion des fêtes marquant le centenaire de l'entrée du canton de Vaud dans la Confédération suisse. Fait chevalier de la Légion d'honneur en 1885, puis officier de la Légion d'honneur en 1908 pour les soins donnés à d'innombrables Français, décoré de l'Ordre du souverain de Grèce, Marc Dufour est en outre docteur honoris causa de l'Université de Genève.

### Fin de vie
Le 29 juillet 1910 vers 23 heures, en pleine consultation à la Clinique Carey, il meurt d'un accident vasculaire cérébral. Après d'imposantes funérailles à l'église St-François, il est enseveli au cimetière de Montoie. La ville de Lausanne décide d'accorder à la famille une concession perpétuelle.
Le neveu de Marc Dufour, le Dr Auguste Dufour, privat-docent, médecin adjoint à l'Hôpital ophtalmique depuis 1892, succéda à son oncle en 1910 comme médecin-chef.

## Toponymie
Il existe une avenue Dr-Marc-Dufour à Lausanne, allant de l'avenue Louis-Ruchonnet à l'avenue du Mont-d'Or. Selon la décision municipale de 1930, l'avenue allait jusqu'à l'avenue du Belvédère. la partie inférieure a été ajoutée en 1943. Le pont traversant les voies CFF a alors pris le nom de pont Dr-Marc-Dufour.

## Sources
- Site de la Fondation Asile des aveugles et de l'Hôpital ophtalmique Jules-Gonin
- Fonds : Dufour (famille et familles alliées) (1843-1943) [40 enveloppes].  Cote : P Dufour (Pierre). Archives cantonales vaudoises (présentation en ligne).
- Louis Polla, Rues de Lausanne, Lausanne, éditions 24 heures, 1981, 140-142 p. (ISBN 2826500503)
- « Marc Dufour (médecin) », sur la base de données des personnalités vaudoises sur la plateforme « Patrinum » de la Bibliothèque cantonale et universitaire de Lausanne.
- Marie Dufour, Petite chronique de la famille Dufour originaire du Châtelard- Montreux, Lausanne, 1994, p. 21-33.
- Olivier Robert, Francesco Panese, Dictionnaire des professeurs de l'Université de Lausanne dès 1890, Lausanne, 2000, p. 363-364.
- Patrie suisse, 1908, no 394, p. 251-252.
- Obituary, Frauenbestrebungen, 1910